# Нововасилівка (селище)
Нововасилівка — селище в Україні, адміністративний центр Нововасилівської селищної громади Мелітопольського району Запорізької області. Населення складає 2283 осіб (2018). До 2020 року орган місцевого самоврядування — Нововасилівська селищна рада.

## Географія
Селище міського типу Нововасилівка розташоване за 173 км від обласного центру, 32,6 км від районного центру та 15 км від селища Приазовське, на берегах річки Апокни, нижче за течією примикає село Новоолександрівка.

## Назва
Колишні назви: Апанли — 1823 р., Нововасилівка — 1884 р.

## Історія
На заході від селища знаходиться курган скіфського часу.
Населений пункт заснований 1823 року переселенцями — духовними християнами (молоканами) на місці ногайського поселення Апанли. У 1957 році присвоєно статус селища міського типу.
12 червня 2020 року, відповідно до розпорядження Кабінету Міністрів України № 713-р «Про визначення адміністративних центрів та затвердження територій територіальних громад Запорізької області», Нововасилівка — адміністративний центр новоутвореної селищної громади.
17 липня 2020 року, в результаті адміністративно-територіальної реформи та ліквідації Приазовського району, селище увійшло до складу Мелітопольського району.
26 січня 2024 року в Україні набув чинності Закон № 3285-IX, який передбачає дерадянізацію адміністративно-територіального устрою України, то ж селище міського типу Нововасилівка набуло статусу селища.

## Населення

### Чисельність населення
| 1959 | 1979 | 1989 | 2001 | 2018 |
| ---- | ---- | ---- | ---- | ---- |
| 5017 | 3409 | 3304 | 2829 | 2283 |

### Розподіл населення за рідною мовою(2001)
| українська мова | російська | болгарська |
| --------------- | --------- | ---------- |
| 13,45 %         | 85,95 %   | 0,36 %     |

## Економіка
- ТОВ «Таврійська ливарна компанія „ТАЛКО“».
- Нововасилівський агротехсервіс, ВАТ.
- ТОВ «Еврісак».

## Об'єкти соціальної сфери
- Бібліотека.
- Школа «Гармонія».[5]
- Дитячий садок.
- Дитяча художня школа[6].
- Музична школа[7]. Розташований в старій будівлі колгоспної контори[8].
- Лікарня.

## Відомі люди
- Колодін Петро Іванович (нар. 23 вересня 1930) — народився у селі Нововасилівка Приазовського району Запорізької області. Був у загоні космонавтів СРСР з 1963 по 1986 рік. Дублював польоти відомих космонавтів, наприклад, Олексія Леонова під час його першого виходу в космос. На жаль так і не здійснив політ у космос, хоча 1971 року був у складі першого екіпажу (Леонов, Кубасов і Колодін) готувався до польоту на «Союзі-11», проте, за декілька днів до запланованої дати старту лікарі виявили затемнення в легенях у Валерія Кубасова. Держкомісія вирішила — на «Союзі-11» полетить дублюючий екіпаж — Добровольський, Волков, Пацаєв, а Леонову, Кубасову і Колодіну бути дублерами. У цьому польоті «Союзу-11» космонавти загинули при поверненні на Землю з причини розгерметизації спускного апарата ще до входу в атмосферу.
- Вадим Баян (1880—1966) — російський поет-футурист, народився у Нововасилівці[9].